# Theresa Kronthaler

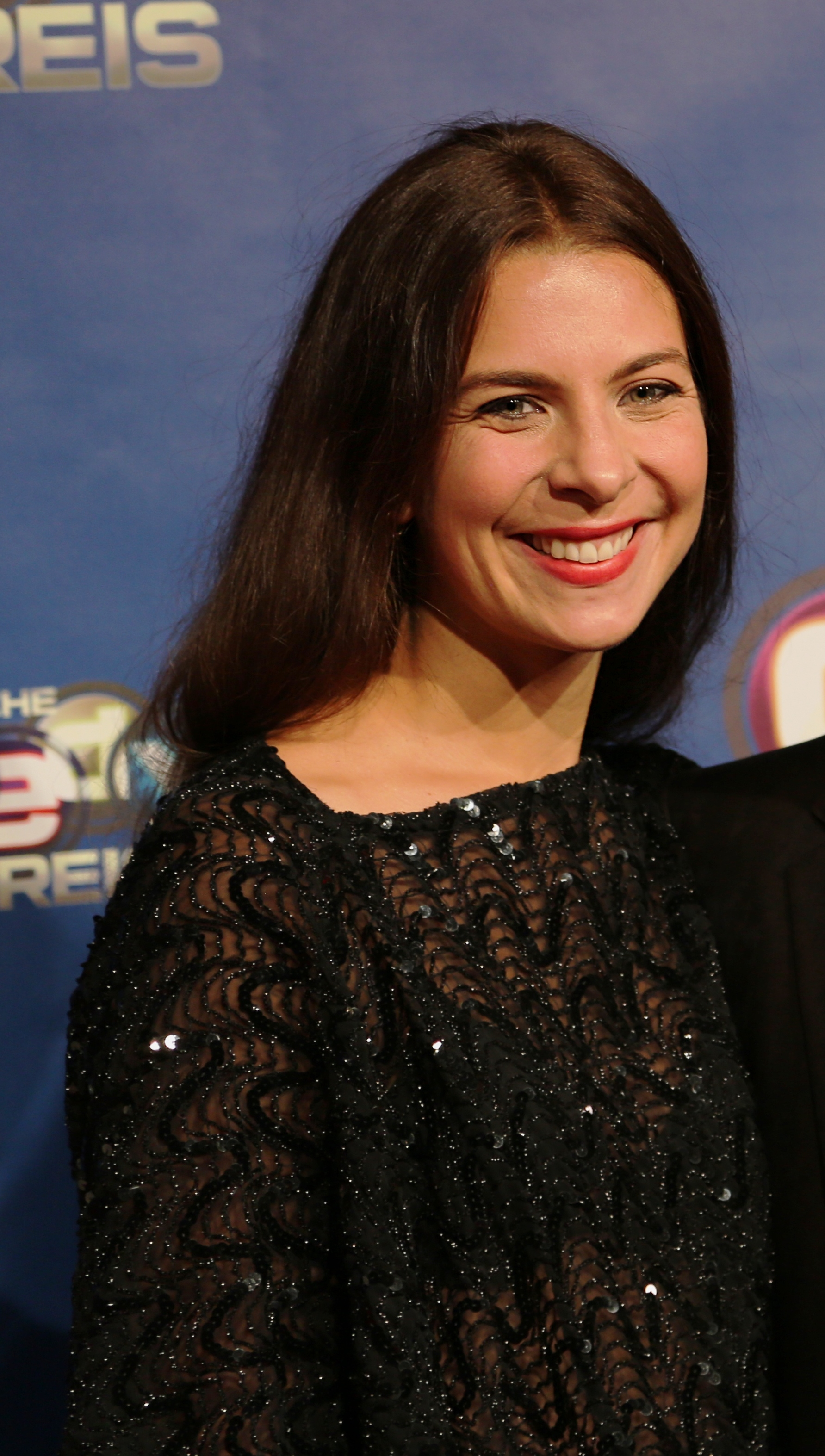
Theresa Kronthaler

Theresa Kronthaler (* 1979 in Würzburg) ist eine deutsche Opernsängerin in der Stimmlage Mezzosopran.

## Leben
Kronthaler wuchs zunächst in Würzburg, dann jedoch in Rom auf. Sie studierte in Turin, Berlin und London u. a. Theaterwissenschaft und Gesang. 2008 debütierte sie am Grand Théâtre de Genève, war dann von 2009 bis 2012 im Ensemble der Deutschen Oper am Rhein und von 2012 bis 2016 an der Komischen Oper Berlin engagiert. Sie gastierte an der Oper Frankfurt, am Theater Bremen und dem Theater an der Wien.

## Rollen (Auswahl)
- Sylvia/Proserpina und Ottone (Monteverdi-Zyklus: Orfeo, Ulisse, Poppea)
- Sesto (Händel: Giulio Cesare)
- Arsamenes (Händel: Xerxes)
- Cherubino (Mozart: Le nozze di Figaro)
- Dorabella (Mozart: Così fan tutte)
- Annio bzw. Sesto (Mozart: La clemenza di Tito)
- Eglantine (Weber: Euryanthe)
- Elisabetta (Donizetti: Maria Stuarda)
- Isoletta (Bellini: La straniera)
- Margherite (Berlioz: La damnation de Faust)
- Orestes (Offenbach: Die schöne Helena)
- Nicklausse (Offenbach: Les contes d’Hoffmann)
- Orlofsky (Johann Strauß: Die Fledermaus)
- Carmen (Bizet: Carmen)
- Hänsel (Humperdinck: Hänsel und Gretel)
- Ophelia (Anno Schreier: Hamlet)